# Новоушицький район
Новоу́шицький райо́н — колишній район у Хмельницькій області. Ліквідований у 2020 році внаслідок адміністративно-територіальної реформи. Центр — смт Нова Ушиця.

## Географія
У районі 1 селищна (об'єднана територіальна громада) і 3 сільські ради; 1 селище міського типу, 1 селище і 57 сіл.
Район розташований в південно-східній частині Хмельницької області в лісостеповій зоні України. Подільське плато займає всю територію району. Рельєф поверхні району різноманітний. Територія району дещо витягнута із півночі на південь. Район характеризується рівнинним, сильно розчленованим рельєфом, порівняно теплим помірно-континентальним кліматом, середньородючими ґрунтами.
Новоушицький район має досить густу сітку річок та ставків, але природних озер на його території немає. Південною межею району протікає велика річка Дністер, на якій споруджено Дністровську ГЕС.
Територією району протікають річки Ушиця, Калюс, Жванчик, Батіг, Данилівка, а також декілька малих річок, які є їхніми притоками та притоками Дністра. Всі річки району відносяться до басейну Дністра. Всі вони течуть на південь, причому майже паралельно одна до одної і виробили глибокі каньйоноподібні долини.

### Рельєф
Рельєф Придністров'я різко відрізняється від рельєфу центральної смуги Хмельницької області. Його північну частину займає ландшафт глибоко і густо розчленованого Віньковецького плато з переважно рівнинним рельєфом. Долини тут ще не мають стрімких, скелястих, урвищних схилів. На плоских межиріччях майже відсутня ерозія, в деяких місцях збереглися древні дочетвертинні долини. Південну частину займають сходинчасто-терасованні подністров'я, які за типом є лісостеповими, а за видом — південно-подільськими.
Як і для всіх природних районів придністровського (східно-подільського) типу для Новоушицького району характерний рівномірний загальний нахил поверхні на південь, до Дністра. Неухильно зростає на південь і глибина врізу меридіональних долин приток Дністра, що простягаються майже паралельно. Схили стають стрімкішими, скелястішими, вертикальні стінки досягають 70-90 метрів висоти, а у відслоненнях виступають старші верстви палеозою (нижній силур, ордовик, кембрій), яких зовсім не видно західніше, у так званому Жванецькому районі.
Ландшафт прибережної зони дещо не типовий для Поділля, а більше подібний до гірського краю. Тільки в Новоушицькому районі 8 річок, загальною протяжністю 182,8 кілометрів (Ушиця, Калюс, Жорнівка, Данилівна, Батіг, Глибочок, Хребтіїв, Матірка), виробивши глибокі каньйоноподібні долини, зносять свої води у повноводний Дністер. Самий же Дністер протягом південної межі району має дуже звивисту долину і утворює численні меандри. Крутизна його схилів, і правобережних і лівобережних, дуже мінлива: круті скелясті ділянки (40-50 градусів), так звані стінки, змінюються розлогими терасовими схилами, що створює надзвичайно мальовничі краєвиди, багаті на історичні, геологічні та ландшафтні пам'ятки. Дністер у давнину називали Великим, адже його довжина становить 1362 кілометри. Після введення в дію Дністровського водосховища в цих місцях він став ще й широкий — водне плесо біля сіл Куражин і Хребтіїв простягається на 3 кілометри.

### Клімат
М'який, помірно-континентальний клімат Придністров'я сприяє розвитку рекреації. Специфічний рельєф, орієнтація відносно сторін світу та геологічна будова місцевості суттєво впливає тут на загальні закономірності у зміні клімату. Вихід на поверхню крутих південних схилів тепломістких вапнякових субстратів обумовлює виникнення мікрокліматичних умов, які за своїми характеристиками наближаються до степових, або навіть до середземноморських.

### Ґрунти
В ґрунтовому покритті межиріччя переважають різноманітні підтипи сірих опідзолених ґрунтів, які сформувалися на лесах. Рідше зустрічаються опідзолені чорноземи. Характерною рисою регіону є наявність дерново-карбонатних ґрунтів з вапняковими і гіпсовими прошаруваннями.

### Рослинний світ
Дещо тепліший, ніж в північній частині району клімат, відповідні ґрунти дозволяють вирощувати в долинах Дністра і його лівих приток деякі баштанні культури, абрикоси, персики, виноград, тютюн і інші теплолюбові рослини. На два тижні скоріше дозрівають у цих місцях овочі і фрукти.
Функціонування Дністровського водосховища дещо видозмінило ландшафт цієї території. Для збереження екологічної рівноваги та усталених біоценозів, було здійснено ряд природоохоронних заходів, зокрема заліснення терас листяними породами дерев та кущів. На тисячах гектарів крутосхилів розкинулися штучно створені лісові насадження. У їх складі під захистом звичайної і кримської сосни переважають місцеві породи: клен, ясен, граб, черешня, дуб, груша, яблуня.
Флора Придністровської зони відзначається значним багатством і різноманіттям. В її складі є чимало рідкісних, ендемічних та реліктових видів. Важко навіть встановити повний склад рослин, що тут зростають.
На відслоненнях вапняків у долинах Дністра збереглася степова рослинність ксеротичного типу. На його крутосхилах вона представлена трав'яними угрупуваннями та заростями чагарників
(терену, глоду, жостеру, кизилу, дуба скельного чарещатого, клокички перистої, береки лікарської та інших).
У тісному поєднанні барвистим килимом стеляться трави, утворюючи травостій багатьох найрізноманітніших видів. З ранньої весни пагорби вражають незвичайним квітуванням: окремі схили вкриті жовтим горицвітом; захоплююче видовище відкриває масове цвітіння підсніжника, проліска дволистого, рясту, фіалки, конвалії, голубого марева, печіночниці. Загальновизнаною місцевою королевою весняної флори є сон-трава, що фіолетовим світлом виграє між кам'яними скелями хребтіївських, глибівських і пижівських пагорбів. Пізніше зацвітуть яскравим цвітом рокитнячки, лісова лілія, ведмежа цибуля, неопалима купина. Рубіновими жаринками запалають гвоздички, над зеленим ворсом трав здіймуться фіолетові квітки шавлії, духмяні бузкові килимки простелять чебреці. У видолинках добре почуває себе росичка подільська, уздовж доріг — трав'яниста бузина. Пахучі полуниці дають тут щедрі плоди, а лісові гриби заманюють до себе чимало охочих. До хребтіївської «Застави» приваблює багатьох білогриве шумовиння ковили, типової жительки степу.
І ще багато-багато інших своєрідних видів рослин, що належать до лучної, степової і навіть гірської флори пишаються у густому травостої Придністровських пагорбів. Відселення цілих сіл та проведення заліснення створило досить сприятливі умови для їх зростання в останні десятиріччя.

## Природно-заповідний фонд
З метою збереження і відтворення цінних лісових насаджень, рідкісних і зникаючих видів рослинного і тваринного світу, охорони унікальних природних ландшафтів в Новоушицькому районі створено мережу заказників: «Дністровський» (480 га), «Данилівський» (638 га) і «Калюський» (1832 га). Всі вони розміщенні на схилах однойменних річок.
Гідрологічний заказник місцевого значення «Глібівський» (103,3 га) розташований у північній частині району. Основним його завданням є збереження мальовничого каскаду ставків, пов'язаних струмком, оселення представників місцевої флори і фауни. Найкращою прикрасою цього оазису є лелека білий. В заростях осоки і очерету водяться дикі качки та гуси. Осокові зарослі ховають у своїх обіймах і рідкісного птаха — порця, і болотну сову і озерну чайку, і сірого журавля.
Своєрідний мікроклімат створюють рослини що оточують болота. Серед них м'ята перцева, осока гостра, рогіз кульколистий, іван-чай та багато інших.
На території району розміщенні 16 пам'яток природи місцевого значення, із них береза лікарська звичайна, дуб звичайний, софора японська, сосна чорна, старовинний парк-пам'ятка садово-паркового мистецтва «Іванковецький» (2,6 га).
На Новоушичинні є також пам'ятки неживої природи. Вони найповніше зустрічаються у кар'єрах і відслоненнях, що містять палеофауну та древню флору. Породи верхнього протерозою представленні в двох пам'ятках: перша міститься на правому березі річки Данилової, між селами Пилипи та Шебутинці, друга — на околиці села Лоївці, на лівому березі струмка Жорнівка. У цих породах збереглися численні відбитки рослин, сліди життєдіяльності організмів та оригінальні текстурні форми вендського періоду.
Важливою пам'яткою міоценової епохи (третинний період) є відслонення з викопною фауною, так званого Подільського ярусу біля села Куча. Палеоботанічні пам'ятки древньої дендрофлори пізньоплейстоценового віку охороняються на виходах травертинів біля села Песець. Серед скам'янілих дерев вчені визначили такі породи: липа широколиста, ліщина, вільха клейка (чорна), осокір, верба козяча, клен польовий, дуб звичайний.

## Природні копалини
Біологічна будова території району обумовлена наявністю мінерально-сировинних ресурсів, які використовуються в будівництві: камінь, пісок, глина, вапняк, тощо. Скупчення первинних фосфоритів відомі у відслоненнях по річках Калюс і Ушиця, бентонітових глин — у Пижівському родовищі.
З глибини віків б'ють ключем джерельні води. На Новоушиччині їх сотні. І майже всі вони мають неповторний смак і цілющі властивості. Чимала кількість переказів і легенд свідчить про їх життєдайну силу, яка виходила із землі і лікувала людей. Джерела ці ще малодосліджені і потребують детальнішого вивчення і охорони. В селі Браїлівка є мінеральне джерело типу «Боржомі», в селі Отроків — вода, що лікує хвороби нирок, в селі Зелені Кирилівці — подібна відомій «Регіні», в селі Куражин — вода, що лікує хвороби очей. І це далеко не повний перелік сріблястих джерел, що викидають на поверхню цілющі мінеральні води.
Новоушицьке Придністров'я — це той край, який природа щедро обдарувала зеленими луками, перелісками, просторими ланами, річками, ставками та сотнями водних джерел. Вкриті зеленою повстю трав горбочки, заглибини, видолинки, крутосхили, породжені всім попереднім розвитком нашої планети, дивують і зачаровують своєю неповторністю і незайманою красою.
В усі пори року наддністрянські краєвиди мають невичерпні багатства природних фарб, гармонійної краси, мальовничості і вражаючого розмаїття.

## Коротка історична довідка
Адміністративним центром району є смт Нова Ушиця.
Царським Указом від 6 липня 1795 року в складі Подільської губернії утворено 12 повітів, серед них і Ушицький повіт з центром у місті Ушиці на Дністрі. З того часу майже 130 років проіснував Ушицький повіт, з них 30 років повітовим містом була Ушиця на Дністрі, а близько ста років (з 1826—1923) — Літнівці (Нова Ушиця).
До Ушицького повіту входила територія сучасних Новоушицького, Віньковецького, Дунаєвецького, частина Мурованокуриловецького, Кам'янець-Подільського і Ярмолинецького районів. За переписом населення 1897 року в повіті нараховувалось 223312 чоловік.
В 1921 році виникли перші кооперативні об'єднання, які входили в систему споживчої кооперації. Для кращого обслуговування селян під час сільськогосподарських робіт було створено 34 майстерні, в яких працювало 135 ковалів, 65 слюсарів та 96 теслярів. Вже в цьому році в нашому повіті виникають колективні господарства. Одним із перших було створено радгосп в с. Песець і комуну в с. Калюс. 30 травня цього ж року організовано першу повітову економічну раду, яка
розробила єдиний господарський план повіту.
Електрифікація повіту розпочалася із жовтня 1922 року, коли в Новій Ушиці було побудовано і здано в експлуатацію міську електростанцію.
В повіті на цей час нараховувалось 6 радгоспів, 12 прокатних пунктів, які виділяли для селян
плуги, борони, насіння. Населення повіту обслуговували: 10 агрономів, 7 фельдшерів, 2 садоводи.
В 1923 році радянський уряд приймає рішення про перехід на новий адміністративний поділ — округи і райони. 7 березня 1923 року у складі Кам'янецького округу утворюється Новоушицький район. У звіті повітового земельного відділу за жовтень місяць цього року вказувалося, що
колгоспів і комун у повіті — 13, ремонтних майстерень — 12.
В 1929 році на території району діяло 34 земельні громади, працювало 7 сільбудів, 19 хат-читалень, 40 загальноосвітніх шкіл (з них 3 семирічні, решта початкові), педпрацівників — 97 чоловік (з них з вищою освітою — 16). Навчанням було охоплено 3660 дітей шкільного віку із загальної кількості 6516, тобто 56 %.
В лютому 1931 року проводиться укрупнення окремих районів, зокрема, Новоушицький було об'єднано з Миньковецьким. Кількість населення збільшилась до 89294 чол. В районі діяло 7 агрокущів, працювало 8 молочних, 7 вівчарських, 4 кролівничих і 12 свинарських ферм, 5 плодоовочевих, 3 тютюнових сушарки, 3 цегельні заводи.
9 лютого 1932 року в республіці ліквідовано округи, утворено 5 областей. Наш район ввійшов до складу Вінницької області.
Соціально-економічна сфера нараховувала 78 колгоспів, 1 радгосп, 1 комуну, 43 будинки колективіста, 17 хат-читалень, 20 кіноустановок, 84 початкових і семирічних шкіл.
22 вересня 1937 року з Вінницької області виділено і утворено самостійну Кам'янець-Подільську область. З того часу наш район постійно у складі Кам'янець-Подільської (Хмельницької) області.
Першим промисловим об'єктом відбудованого періоду в Новій Ушиці стала Новоушицька електростанція потужністю 75 кіловат. В 1927 році засновано плодоконсервний завод і хлібопекарню. В 1930 році утворено машинно-тракторну станцію (МТС), а в 1933 році пущено в дію маслозавод.
В 1938 році на базі Новоушицької МТС створено автоколону, яка пізніше перетворилась на авто підприємство.
Крім того, в Новій Ушиці в 1940 році працювали такі підприємства кооперативної промисловості: швейна артіль ім. Першого травня, артіль для ремонту взуття «Форпост», меблева артіль «Пила», харчова артіль «Рекорд». В них було зайнято 234 робітники, випущено продукції на суму 27014 крб.
В період фашистської окупації на території району було створено гетто, куди було загнано все єврейське населення. За 1941—1942 роки фашистами знищено 3222 особи єврейської національності, з них — 562 дитини.
Забрано на каторжні роботи в Німеччину 5237 чоловік. Окупація району тривала до 28 березня 1944 року. З фронтів війни не повернулося більше п'яти тисяч жителів району.
У 1951 році діяли 75 колгоспів. Після укрупнення колгоспів в 1953 році їх стає 19.
Указом Президії Верховної Ради УРСР від 21 січня 1959 року до складу Новоушицького району включена частина ліквідованого Миньковецького району.
У грудні 1962 року проведено нове укрупнення районів, яких в Хмельницькій області нараховувалось 10. Новоушицький район включений до складу Дунаєвецького району.
4 січня 1965 року відновлено ряд ліквідованих районів. Серед них і Новоушицький, але тепер до нього відійшла частина сіл колишнього Віньковецького району.
У 1966 році відновлено Віньковецький район, і Новоушицький район залишився в своїх сучасних межах.
У 2020 році в результаті проведення адміністративно-територіальної реформи в Україні район об'єднано з Дунаєвецьким, Чемеровецьким та Кам'янець-Подільським (1923—2020) районами у складі оновленого Кам'янець-Подільського району. З цього часу Новоушицький район перестав існувати як адміністративно-територіальна одиниця.

## Кордони
Зі сходу район межував з Мурованокуриловецьким та Барським районами Вінницької області, з півночі — із Віньковецьким районом Хмельницької області, із заходу — з Дунаєвецьким та Кам'янець-Подільським районами Хмельницької області. На півдні Новоушицький район межує із Сокирянським районом Чернівецької області.
Станом на 01.01.11 в районі проживало 31,1 тис. осіб, у тому числі міське населення 4,4 тис. осіб.

## Адміністративний поділ
З 20 серпня 2015 року район поділяється на 1 Новоушицьку селищну об'єднану територіальну громаду та 3 сільські ради — Борсуківську, Вахновецьку та Зеленокурилівецьку.

## Пам'ятки

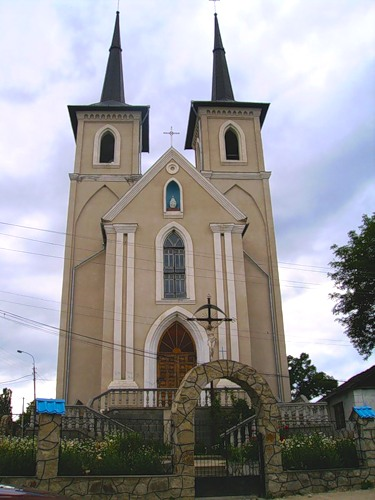
Костел Преображення Господнього у Новій Ушиці, освячений у 1994 році

У Новоушицькому районі Хмельницької області згідно з даними управління культури, туризму і курортів Хмельницької облдержадміністрації перебуває 45 пам'яток історії. З них 40 — могили радянських воїнів та ппам'ятні знаки воїнам-односельчанам.
У Новоушицькому районі Хмельницької області згідно з даними управління культури, туризму і курортів Хмельницької облдержадміністрації перебуває 1 пам'ятка архітектури.

### Історичні пам'ятки
- Меморіальний комплекс: Братська могила радянських воїнів, Пам'ятник воїнам-землякам. смт. Нова Ушиця
- Братська могила жертв фашизму. смт. Нова Ушиця, урочище «Трихів»
- Будинок, де знаходився повітовий ревком і перший партійний осередок. смт. Нова Ушиця
- Будинок, де знаходився штаб 41-ї стрілецької дивізії 7-ї армії Південно-Західного фронту. смт. Нова Ушиця
- Будинок, де відбувся перший повітовий з'їзд робочих, селянських і солдатських депутатів.

смт. Нова Ушиця
- Пам'ятний знак на місці подвигу Героя Радянського Союзу Я. Х. Кольчака. смт. Нова Ушиця
- Могила секретаря РК ЛКСМУ Івана Павловича Онищука. смт. Нова Ушиця, (кладовище)
- Могила Олександра Михайловича Молчанова, смт. Нова Ушиця, (кладовище).
- Братські могили радянських воїнів — 15
- Пам'ятники воїнам-односельчанам — 41
- Братські могили воїнів Червоної Армії — 3

### Пам'ятки археології
- Поселення с. Вільховець, уроч. Кунева Левада
- Давньоруське городище с. Глибівка, правий берег безіменного струмка, уроч. Балка
- Давньоруське городище с. Пилипи-Хребтіївські, на захід від села, уроч. Сади
- Рудковецьке городище
- Городище с. Тимків, на правому березі р. Ушиця
- Давньоруське городище с. Хребтіїв, лівий берег р. Дністер, уроч. Погоріла.

### Пам'ятка архітектури
- Костел св. Яна Непомука (с. Заміхів). Храм засновано у 1749 році. Кам'яний костел збудовано на місці дерев'яного у 1808 р.

## Політика
25 травня 2014 року відбулися Президентські вибори України. У межах Новоушицького району було створено 56 виборчих дільниць. Явка на виборах складала — 70,04 % (проголосували 16 974 із 24 234 виборців). Найбільшу кількість голосів отримав Петро Порошенко — 60,67 % (10 298 виборців); Юлія Тимошенко — 15,93 % (2 704 виборців), Олег Ляшко — 10,27 % (1 744 виборців), Сергій Тігіпко — 3,22 % (546 виборців). Решта кандидатів набрали меншу кількість голосів. Кількість недійсних або зіпсованих бюлетенів — 0,95 %.